# سفين يوهانسون
سفين يوهانسون (بالسويدية: Sven Johansson)‏ هو سياسي سويدي، ولد في 6 سبتمبر 1916 في السويد، وتوفي في 11 يوليو 1987. حزبياً، نشط في حزب الوسط السويدي. وقد انتخب عضو البرلمان السويدي ‏.